# Misia Sert
Misia Sert (geboren als Maria Zofia Olga Zenajda Godebska; ook Misia Natanson genoemd) (Tsarskoje Selo, 30 maart 1872 – 1950) was een salonnière en pianist van Poolse afkomst. Ze was met veel artiesten bevriend, en ze poseerde regelmatig.

## Leven

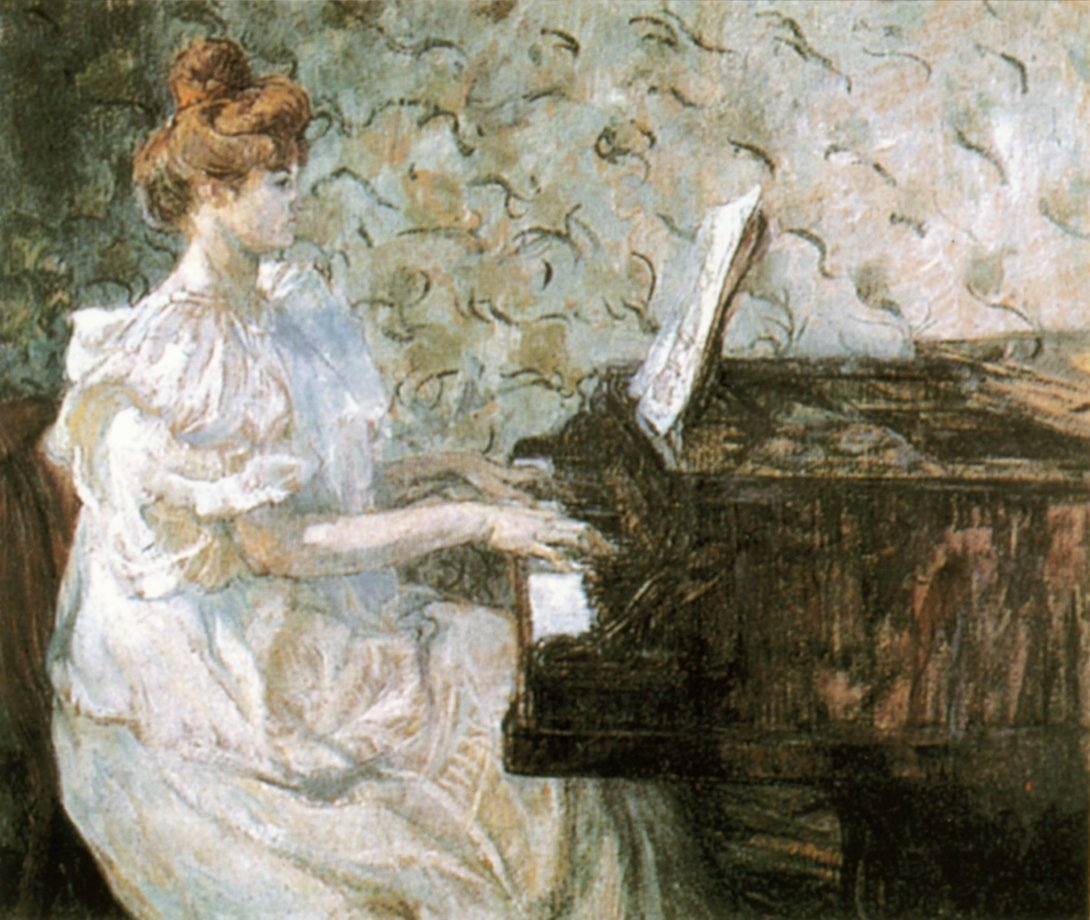
Misia door Lautrec

Maria Zofia Olga Zenajda Godebska werd geboren in Polen. Haar vader, Cyprien Godebski (1835-1909), was een bekend Poolse beeldhouwer, en vanaf 1870 leraar aan de kunstacademie in Sint-Petersburg. Haar moeder, Zofia Servais, was de dochter van de Belgische cellist Adrien François Servais; zij overleed in het kraambed. Ze werd Misia genoemd, een Pools verkleinwoord van de naam Maria.
In haar vroege jeugd al viel Misia op door haar pianospel. Voor haar zestiende trouwde ze met Tadeusz Natanson, een Poolse geëmigreerde emigree politicus en journalist. Hij werd later de hoofdredacteur van het tijdschrift La revue blanche. Toen Natanson bijna failliet was redde de krantenmagnaat Alfred Edwards hem, op voorwaarde dat hij zijn vrouw overgaf. Ze leefde vanaf 1903 samen met Alfred Edwards. Rond die tijd begon ze een salon in Parijs. Ze kreeg aanzienlijke invloed in de Parijse muzikale en artistieke kringen. Stéphane Mallarmé, Claude Debussy, en schilders als Pierre-Auguste Renoir, Édouard Vuillard, Félix Vallotton, en Pierre Bonnard waren gasten in de salon. Ze was een vertrouwelinge van Pablo Picasso en Jean Cocteau, een vroege ondersteuner van Serge Diaghilevs Ballets Russes, en een groot vriend van de ontwerpster Coco Chanel.
Misia's derde huwelijk was met de Spaanse schilder José Maria Sert (1876-1945). Ze hield van Sert en scheidde toen hij verliefd werd op een andere vrouw, Roussadana Mdivani.
Misia was een bekende schoonheid die vele malen geschilderd werd. Ze was een van de modellen voor Toulouse-Lautrecs poster voor de revue blanche in 1896, waarop ze te zien is als schaatser. Een portret van Misia door Renoir hangt nu in de Tate Gallery. In 1897 schilderde Edouard Vuillard haar in “La Nuque de Misia”.
Ravel droeg "Le Cygne" (De zwaan) in "Histoires naturelles", en "La Valse" (De Wals) aan haar op.
Onder de titel "Misia" publiceerde Sert haar memoires, in Nederland verschenen in de reeks Privé-domein.
- Bibsys: 1079092
- Biblioteca Nacional de España: XX1039717
- Bibliothèque nationale de France: cb119438536 (data)
- Digitale Bibliotheek voor de Nederlandse Letteren: sert002
- Gemeinsame Normdatei: 118613413
- International Standard Name Identifier: 0000 0001 2143 9117
- Library of Congress Control Number: n92040175
- Nationale Bibliotheek van Letland: 000248234
- Nationale Bibliotheek van Israël: 987007268071305171
- Nederlandse Thesaurus van Auteursnamen: 06887121X
- Istituto Centrale per il Catalogo Unico: RAVV082308
- SNAC: w6rn3srq
- Système universitaire de documentation: 027385159
- Union List of Artist Names: 500069471
- Virtual International Authority File: 93945334
- WorldCat: E39PBJB8tCtX7QpRGj6GTtPRKd